# Demicheleïta-(Br)
La demicheleïta-(Br) és un mineral de la classe dels sulfurs. Va ser anomenada en honor de Vincezo de Michele, antic comissari del Museu Cívic d'Història Natural de Milà. El sufix "-(Br)" fa referència al brom present en la seva composició química.

## Característiques
La demicheleïta-(Br) és un sulfur-bromur de bismut de fórmula química BiSBr. Cristal·litza en el sistema ortoròmbic. És l'anàleg mineral amb brom de la demicheleïta-(Cl) i la demicheleïta-(I). És un mineral amb una combinació única d'elements químics. També és l'únic mineral conegut de Bi-Br. Els altres minerals sulfur-bromur que es coneixen són l'arzakita i la grechishchevita.
Segons la classificació de Nickel-Strunz, la demicheleïta-(Br) pertany a «02.FC: Sulfurs d'arsènic, àlcalis, sulfurs amb halurs, òxids, hidròxid, H₂O, amb Cl, Br, I (halogenurs-sulfurs)» juntament amb els següents minerals: djerfisherita, talfenisita, owensita, bartonita, clorbartonita, arzakita, corderoïta, grechishchevita, lavrentievita, radtkeïta, kenhsuïta, capgaronnita, perroudita, iltisita i demicheleïta-(Cl).

## Jaciments
La demicheleïta-(Br) va ser descoberta al cràter La Fossa, a Vulcano (Lipari, Illes Eòlies, Província de Messina, Sicília, Itàlia). Es tracta de l'únic indret on ha estat trobada aquesta espècie mineral.